# 李铁夫 (1901年)
李铁夫（1896年或1901年—1937年7月10日），原名韩伟鑑（又作韩伟键、韩伟健，朝鲜语：／），朝鲜共产党创始人之一，朝鲜共产党第一届中央委员，曾任中国共产党河北省委员会书记兼天津市委员会书记。
李铁夫原籍朝鲜咸镜南道洪原郡，早年参加三一运动，1924年早稻田大学政治经济系毕业，1927年被选举为朝鲜共产党中央委员，1928年经共产国际介绍加入中国共产党，1932年起任中共河北省委宣传部长、组织部长等职务。1934年，他因反对王明左倾路线而被扣上“右倾取消主义的铁夫路线”帽子，被撤销领导职务和党籍，直至1936年被刘少奇复职任命为河北省委委员兼任中共天津市委书记。1937年春，“铁夫路线”被中共中央和毛泽东平反。李铁夫被升职为中共河北省委书记兼天津市委书记。1937年7月10日，李铁夫因病在延安去世。
2005年，大韓民國政府追敘他建國勳章獨立章。

## 早年生涯
李铁夫出生于朝鲜咸镜南道洪原郡的一个农民家庭。1914年，他在家乡完成小学教育，前往朝鲜京城爱国人士创办的五星中学读书，1917年毕业后入京城医学专门学校学医。俄羅斯十月革命胜利后，他开始在朝鲜积极组织学生运动。1919年三一运动期间，他与朱翌、康基德等人成立了全国学生独立运动总指挥部，是朝鲜青年学生独立运动领袖。同年4月，他为躲避日本警察的通缉，前往苏联，后又到上海投靠大韩民国临时政府，在“新大韩新闻社”作编辑。:1-2:212
1920年，李铁夫认为大韩民国临时政府难以实现朝鲜独立，转而离开上海赴日本学医。同年10月，他在日本与金世然、何泌源、朴洛钟等成立共产主义研究会，学习《共产党宣言》和马列主义书籍，后考入早稻田大学政治经济系。1924年，他从早稻田大学毕业后，重返朝鲜，在《东亚日报》当记者，秘密从事共产主义运动。1926年，他加入“马克思列宁主义同盟”。次年，他在统一共产党第一次代表大会上被选为朝鲜共产党中央委员。:2:212-213

## 中共地下党

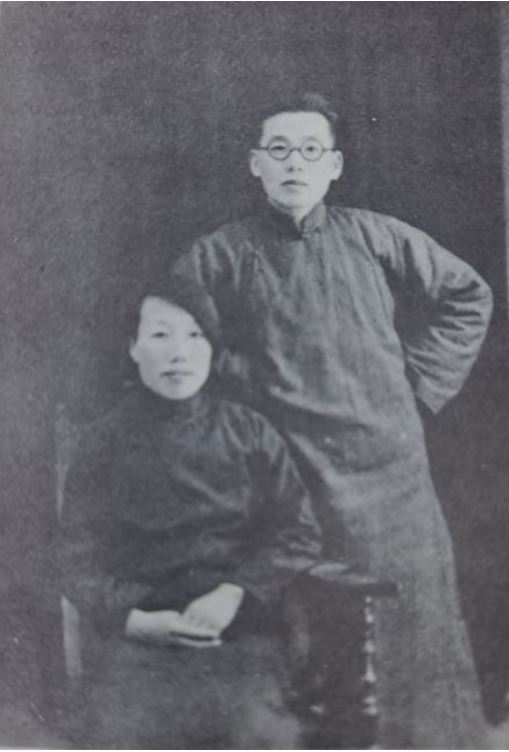
李铁夫和张秀岩1936年于天津

1928年2月，由于朝鲜共产党内部出现叛徒，李铁夫为躲避逮捕再次回到上海，化名李铁夫。同年春，他经共产国际介绍加入中国共产党，后在华北地区从事地下党工作。为掩护身份和不流利的中文，他对外自称是福建人，姓杨。1931年秋，他被任命为北平反帝同盟党团书记，1932年起任中共河北省委宣传部长、组织部长。1933年5月18日，他在北平出席反帝同盟党团会议时被捕，被关押在北平公安局第三看守所，后又被押往南京监狱。经南京朝鲜民族革命党和中共的营救，同年7月15日李铁夫被保释出狱。1934年初，李铁夫被中共派往天津工作。为帮助他掩护身份，中共决定让天津文化总同盟党团书记（公开身份是南开中学语文教员）张秀岩与他装作夫妻同住。两人后经党组织同意在1934年底成为真正的夫妻。:2-3:213-214

## 铁夫路线
李铁夫在华北工作期间，左倾路线在中共党内盛行。1930年8月，中共顺直省委受立三路线影响作出“关于全国革命高潮与北方党目前的政治任务决议”，错误认为革命高潮已经到来，大规模组织暴动和罢工，导致很多共产党员被捕被害。1931年1月，中共六届四中全会后，王明左倾冒险主义在共产国际的扶植下开始统治中共中央领导层。1932年6月，北方各省委代表联席会议作出加紧组织罢工建立北方新苏区的决定。在王明左倾路线的领导下，河北省的共产党人数从3000余人减少至不足1000，天津市的共产党人数一度降至只有30余人。
认识到左倾错误严重性的李铁夫对王明的左倾路线进行了激烈批评。1933年11月至1934年初，他先后撰写了《关于党内问题的几个意见》、《关于目前整顿组织的几个意见》、《“左”倾机会主义的反动性》等10篇文章和意见书给中共河北省委，并要求在省委刊物《火线》上发表部分文章。他在文章中提出白区党的工作应该采取隐蔽的方式积蓄力量，不能蛮干，请求省委及时纠正左倾错误。李铁夫的意见虽然得到很多人的认可，但北方代表陈铁铮却认为是右倾机会主义的“铁夫路线”。他致信河北省委指责李铁夫的思想是“露骨的仇视党的言论”，要求河北省委不得在党刊上发表李铁夫的文章，已经编印的也要立即撤下。随后，李铁夫被扣上“右倾取消主义的铁夫路线”的帽子，遭到批判，并被停止任何领导工作。就连张秀岩也受到牵连。
被切断党的关系后，李铁夫并没有灰心，他组织领导了中华民族武装自卫会、天津各界救国联合会等抗日救亡团体，深入群众开展宣传工作，利用上层关系营救被捕同志。他还并创办了地下刊物《华北烽火》和半公开刊物《民众抗日救国报》，报道红军长征消息，宣传抗日民族统一战线政策。1934年5月，吉鸿昌、南汉宸等人组建“中国人民反法西斯大同盟”，争取中國國民黨抗日反蒋势力。李铁夫积极参与其中，为爱国人士培训班讲授革命真理和中共抗日统一战线政策。1935年一二·九运动爆发后，李铁夫组织领导了天津学生“一二·一八”的抗日游行示威。他与学生们手挽手走在游行队的最前面。:216-217

## 天津市委书记
1935年秋，彭真刑满释放，开始负责中共中央北方局天津工作组的工作，结束了李铁夫与中共党组织的隔离。1936年4月，刘少奇被中共中央派往天津担任北方局书记，并开始贯彻瓦窑堡会议精神，肃清王明左倾路线。刘少奇纠正了“右倾取消主义铁夫路线”的错误，重建天津市委。李铁夫被任命为河北省委委员兼任中共天津市委书记。张秀岩被任命为天津市委妇女部长。
1936年5月，日本增兵华北，将“天津驻屯军”升格为“华北驻屯军”，总部设在天津。三百多名为日军修筑秘密工事的中国劳工被杀死投入海河。“海河浮尸”案引发天津各界的愤怒。中共中央北方局和天津市委为应对日益严重的抗日局势，大力组织抗日游行示威。李铁夫亲自前往各院校联系党员和中华民族解放先锋队，最终成功组织发起“五·二八”大游行。
李铁夫上任天津市委书记后，大力发展党员和基层支部工作。他通过组建“民众救国会”、“工人救国会”、“农民救国会”等团体团结教育、新闻、银行和工商业人士，并成立了“天津各界救国会”，推动天津的抗日救亡运动。截至1936年底，天津共产党员人数由不足10人发展到400余人，民族解放先锋队员达到700人。此外，他还成立了学生区委会，并在工人较多的塘沽建立了党的区委以加强对学生与工人的工作。张秀岩也在各院校组织成立女同学会，在英美烟草公司开办女工夜校，并利用天津基督教女青年会开展抗日活动。此外，她还创办了《妇女园地》（后更名《天津妇女》）宣传革命思想和抗日救国理念。

## 延安行
1937年春天，李铁夫作为中共河北省委委员和天津市委书记、白区工作代表，赴延安参加中共中央白区工作会议。他在会上做了两次发言。毛泽东对他反对王明左倾错误路线给予了充分肯定，称“华北党对于临时中央的冒险路线曾有过尖锐的反对意见，其领袖是李铁夫同志。......有两种人，一种是夸夸其谈，这是主观主义的胡说。另一种是实事求是，不尚空谈，顾及时间、地点与条件，这是唯物辩证的革命观。刘少奇、李铁夫还有许多同志是后者的代表。”李铁夫在此次会议上还被任命为中共河北省委书记兼天津市委书记。:218
由于当时李铁夫身染肺病，中共中央让他先留在陕甘宁西北局工作。不过，他后突染伤寒，医治无效，于1937年7月10日病世。延安为他召开了追悼会，遗体安葬于延安清凉山。《新中华报》刊登了他的传略。1945年，中共在第七次全国代表大会之后为李铁夫立了墓碑，墓碑正面书：“朝鲜共产党创始人之一，朝鲜共产党中央委员，中共河北省委书记李铁夫同志之墓”，落款为中共中央办公厅:218。2014年9月，李铁夫墓碑被迁至延安四八烈士陵园，2016年4月30日建衣冠冢。